# Asioreas turkestanica
Asioreas turkestanica är en tvåvingeart som beskrevs av Brodskij 1972. Asioreas turkestanica ingår i släktet Asioreas och familjen Blephariceridae. Inga underarter finns listade i Catalogue of Life.